# Glösa (Jämtland)

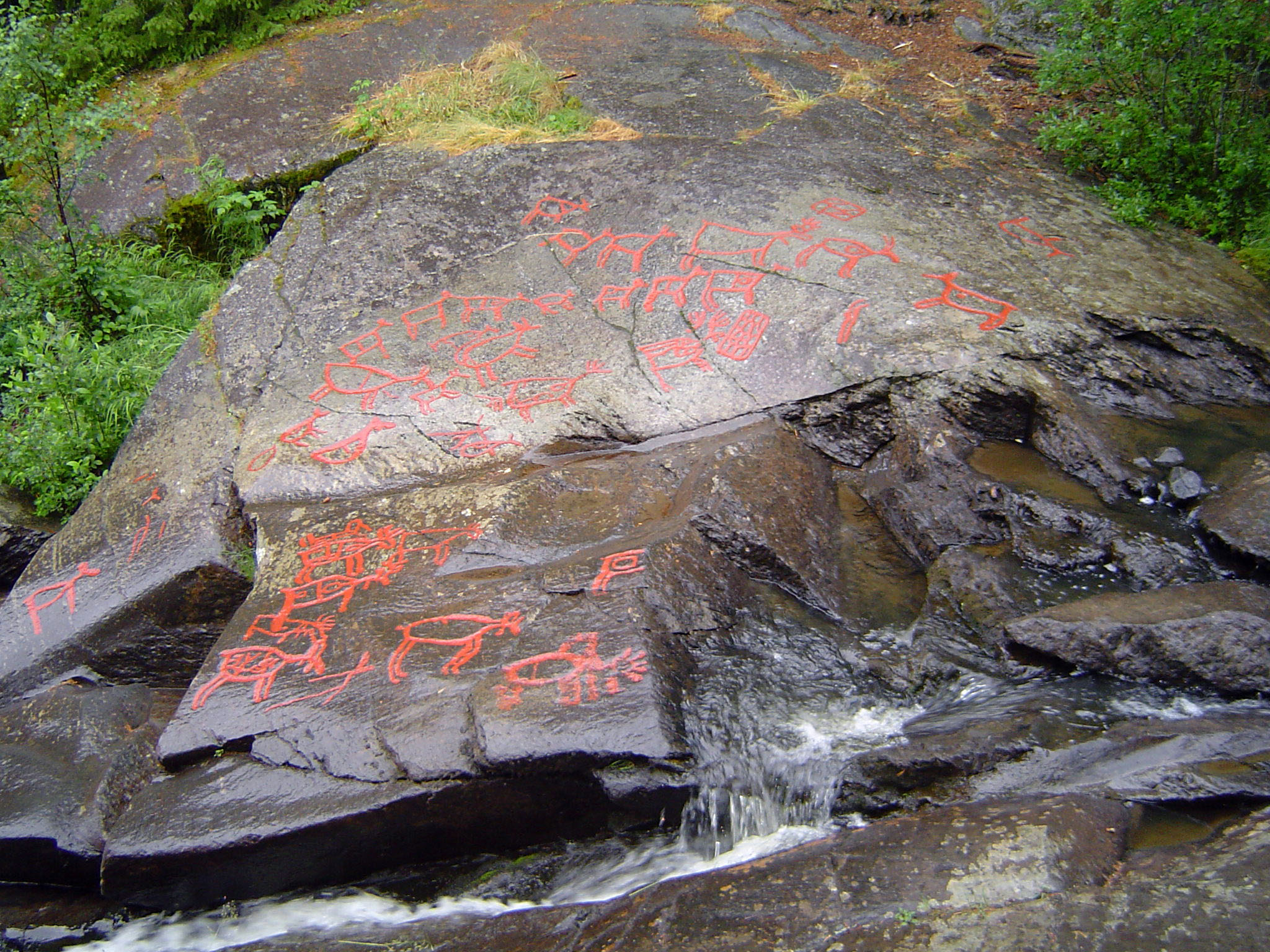
Felsritzungen in Glösa

Eine Elchdarstellung aus Glösa wurde in das Wappen der Gemeinde Krokom übernommen

Glösa ist eine kleine Ansiedlung in der schwedischen Provinz Jämtlands län und der historischen Provinz Jämtland. Die Siedlung liegt etwa 50 Kilometer nordwestlich von der jämtländischen Hauptstadt Östersund im Kirchspiel Alsen in der Gemeinde Krokom.
An einem Bach der Siedlung liegen die bis zu 5000 Jahre alten Felsritzungen von Glösa. Sie wurden im Jahre 1685 zum ersten Mal beschrieben. Unter anderem sind dort Elche abgebildet.